# Subito.it
Subito.it meglio conosciuto semplicemente come Subito è uno dei principali siti di compra-vendite italiani di proprietà della Adevinta,  azienda norvegese, e creato nel 2007 dalla Schibsted, un'altra azienda norvegese.

## Storia
Subito.it è stata fondata nel 2007 a Milano dal gruppo norvegese Schibsted Media Group. Nel corso dei suoi primi 10 anni (2007-2017) il sito ha avuto un notevole incremento del suo fatturato, diventando uno dei siti compravendita più utilizzati. Nel 2018 Subito.it è stata premiata dalla Great Place to Work come una delle migliori aziende italiane. Nel 2019 il sito ha iniziato a far parte dell'azienda Adevinta, multinazionale che opera in 16 Paesi nell'ambito del marketplace online. Oggi Subito.it è uno dei maggiori siti di compravendita più utilizzati in Italia, offrendo 4 categorie di ricerca "Motori, Mobili, Market, Lavoro".

## Funzionamento

### Acquirenti
Gli acquirenti vanno in cerca dell'articolo desiderato navigando fra le 4 categorie "Motori, Mobili, Market, Lavoro" e scegliendo se utilizzare dei filtri di ricerca; una volta trovato l'articolo si può scegliere tra contattare il venditore direttamente sul sito/app o acquistare senza far domande. Una volta trovato un accordo l'acquirente può scegliere di incontrare il venditore oppure di utilizzare il servizio di spedizione TuttoSubito.

### Venditori
Per i venditori è obbligatorio registrarsi. Una volta registrati si può aggiungere un articolo che si desidera vendere, fornendo foto e stabilendo un prezzo, e poi aspettare eventuali messaggi dagli acquirenti. Quando l'articolo è stato acquistato si può scegliere di spedirlo oppure incontrarsi con l'acquirente.

### TuttoSubito
Subito offre un servizio di sicurezza, TuttoSubito, che dà protezione sia sugli acquisti che sulla spedizione.